# Тайлер, Лив
Лив Ра́ндгрен Та́йлер (англ. Liv Rundgren Tyler; урождённая Лив Ра́ндгрен (англ. Liv Rundgren), род. 1 июля 1977[…], Восточный Гарлем, Нью-Йорк, США) — американская актриса кино и телевидения, продюсер и бывшая фотомодель. Дочь музыканта Стивена Тайлера и модели Биби Бьюэлл.
Лив Тайлер начала карьеру модели в возрасте 14 лет, однако вскоре решила посвятить себя актёрству. После своего кинодебюта в фильме «Безмолвная схватка» (1994), Тайлер появилась с ролями второго плана в фильмах «Магазин „Империя“» (1995), «Тяжёлый» (1995) и «То, что ты делаешь» (1996). Она получила признание критиков за роль в фильме Бернардо Бертолуччи «Ускользающая красота» (1996), за которым последовали роли в мелодраме «Выдуманная жизнь Эбботов» (1997) и чёрной комедии «Колесо фортуны» (1997).
Мировую известность Тайлер принесла роль эльфийки Арвен Ундомиэль в кинотрилогии «Властелин колец» (2001—2003). Тайлер также снялась в таких фильмах, как комедии «Девушка из Джерси» (2004), комедийной драме «Одинокий Джим» (2005), драме «Опустевший город» (2007) и крупнобюджетных картинах «Армагеддон» (1998), «Незнакомцы» (2008) и «Невероятный Халк» (2008). В 2014 году Тайлер дебютировала на телевидении с постоянной ролью в телесериале «Оставленные» (2014—2017), вслед за которой последовали роли в телесериалах «Порох» (2017) и «Куртизанки» (2018).

## Ранние годы
Родилась под именем Лив Рандгрен в больнице «Mount Sinai» в Восточном Гарлеме, Нью-Йорк. Она является единственной дочерью модели и певицы Биби Бьюэлл и музыканта Стивена Тайлера, лид-вокалиста рок-группы Aerosmith. Своё имя Тайлер получила в честь норвежской актрисы Лив Ульман. До девятилетнего возраста Лив считала своим биологическим отцом музыканта Тодда Рандгрена, за которым её мать была замужем. Правда открылась после того, как Лив обратила внимание, что невероятно похожа на дочь Стивена Тайлера, Мию Тайлер. Впоследствии Лив взяла фамилию своего биологического отца, однако оставила Рандгрен в качестве второго имени.

## Карьера

### 1991—1997: Ранние работы

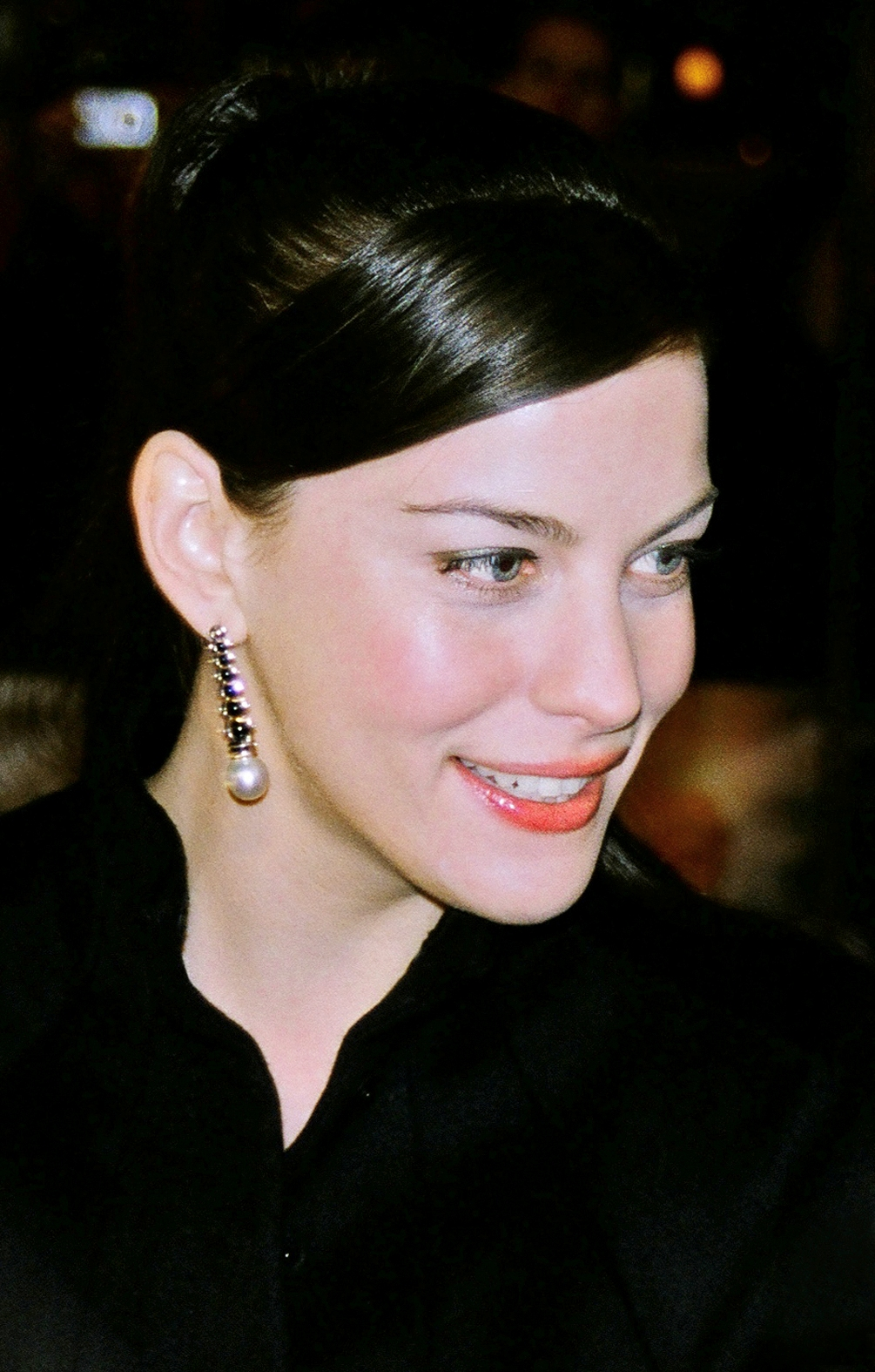
Тайлер в 2003 году

Тайлер получила свою первую работу модели в 14 лет, благодаря модели Полине Поризковой, которая сделала ей фотографии, попавшие в журнал Interview. Позже она снялась в телевизионной рекламе. Ей наскучила модельная карьера менее чем через год после начала, и она решила заняться актёрским мастерством, хотя никогда не брала уроков. Тайлер впервые стала известна телевизионной аудитории, когда снялась вместе с Алисией Сильверстоун в музыкальном клипе на песню Aerosmith 1993 года «Crazy».
Тайлер дебютировала в полнометражном фильме «Безмолвная схватка» в 1994 году, где она сыграла старшую сестру мальчика с аутизмом. В 1995 году она снялась в комедийно-драматическом фильме Магазин «Империя». Тайлер описала фильм как одно из лучших впечатлений, которые у неё когда-либо были. Вскоре после этого она получила роль в драме Джеймса Мангольда «Тяжелая» в роли Кэлли, наивной молодой официантки. Фильм получил положительные отзывы. Прорывной ролью Тайлер стала роль в артхаусном фильме «Ускользающая красота», в котором она сыграла Люси Хармон, невинного, романтичного подростка, который едет в Тоскану, Италия, намереваясь потерять девственность. Фильм получил в целом смешанные отзывы, но игра Тайлер была положительно оценена критиками. Режиссёром фильма был Бернардо Бертолуччи, который выбрал Тайлер на эту роль после встречи с несколькими молодыми девушками в Лос-Анджелесе, в том числе с Алисией Сильверстоун. Он сказал, что во всех них чего-то не хватало. Позже она появилась в фильме «То, что ты делаешь». Фильм был написан и снят режиссёром Томом Хэнксом. Он собрал более 25 миллионов долларов по всему миру и получил положительные отзывы. В 1997 году она появилась в фильме «Выдуманная жизнь Эбботов». Фильм основан на рассказе Сью Миллер. В том же году журнал People внес Тайлер в список «50 самых красивых людей».

### 1998—2000: Первые шаги к успеху
Затем Тайлер снялась в «Армагеддоне». Фильм вызвал неоднозначные отзывы, но имел кассовый успех, заработав 553 миллиона долларов по всему миру
. Затем она сыграла Татьяну Ларину в драме «Онегин». Фильм был критически и финансово неудачным. В том же году она появилась в историческом комедийном фильме «Планкетт и Маклейн». Позже она снялась в двух фильмах режиссёра Роберта Альтмана Колесо фортуны и «Доктор Ти и его женщины». В 2001 году Тайлер сыграла объект увлечения для трех мужчин в комедии «Ночь в баре Маккула».

### 2001—2007: «Властелин колец» и международное признание
В 2001 году она сыграла эльфийскую деву Арвен Ундомиэль в художественном фильме «Властелин колец: Братство Кольца». Она научилась говорить на вымышленном эльфийском языке, созданном Толкином. Затем она сыграла в последующих фильмах серии, «Властелин колец: Две крепости» и «Властелин колец: Возвращение короля».
В 2003 году она стала представителем бренда Givenchy, а в 2005 году он назвал в её честь розу, которая использовалась в одном из его ароматов. В 2009 году она подписала контракт ещё на два года в качестве пресс-секретаря Givenchy. 8 декабря 2011 года Givenchy объявила о сотрудничестве между парфюмерией Givenchy и Sony Music. В видео, выпущенном 7 февраля 2012 года, Тайлер исполнила кавер на песню INXS «Need You Tonight».
В 2004 году выходит драма «Девушка из Джерси» с её участием. В 2005 году она появилась в независимой драме Стива Бушеми «Одинокий Джим» в роли матери-одиночки и медсестры. Фильм был показан на специальной презентации на кинофестивале Сандэнс в 2005 году, где он был номинирован на приз Большого жюри. Её следующее появление было в роли проницательного терапевта, который пытается помочь некогда успешному стоматологу справиться с потерей его семьи в результате терактов 11 сентября в драме «Опустевший город».

### 2008 — настоящее время: кассовые сборы и сериал «Оставленные»
В 2008 году она снялась в фильме ужасов «Незнакомцы». Хотя фильм получил неоднозначный прием среди критиков, он имел большой кассовый успех, заработав более 80 миллионов долларов при бюджете в 9 миллионов долларов. В интервью Entertainment Weekly она сказала, что эта роль была самой сложной в её карьере. Она появилась в фильме «Невероятный Халк», в котором сыграла доктора Бетти Росс. Фильм имел умеренный кассовый успех, заработав более 262 миллионов долларов по всему миру при бюджете в 150 миллионов долларов.

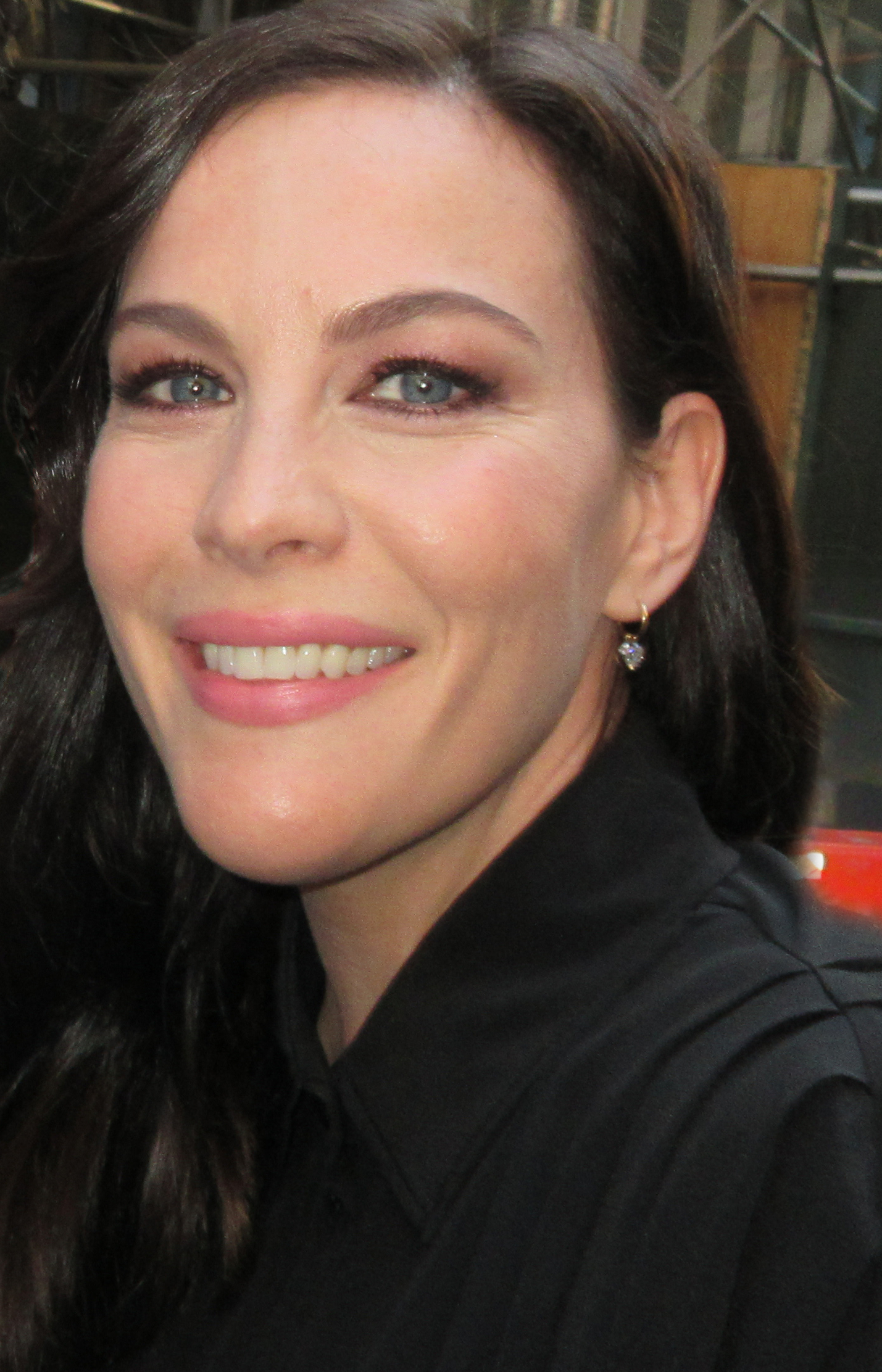
Тайлер в 2018 году

В 2011 году Тайлер снялась в двух фильмах: «Цена страсти» и «Супер». В апреле 2011 года издательство Rodale объявило, что Тайлер и её бабушка Доротея Джонсон, эксперт по этикету, написали книгу под названием «Современные манеры». Она была выпущена 29 октября 2013 года. В 2014 году она появилась в фильме «Космическая станция 76» режиссёра Джека Плотника. В июне 2014 года Тайлер начала сниматься в телесериале «Оставленные». Сериал закончился после трех сезонов в 2017 году.
В 2016 году Тайлер сыграла в фантастическом/драматическом фильме ужасов «Сага о чудовище. Сумерки» режиссёра Фрица Бема. Фильм также знаменует её дебют в качестве продюсера. Он был выпущен в 2018 году. В 2017 году она получила роль Энн Во в мини-сериале «Порох». Позже она присоединилась ко второму сезону драматического сериала «Куртизанки».
В 2019 году она снялась вместе с Брэдом Питтом в научно-фантастическом драматическом фильме «К звёздам», который получил положительные отзывы критиков. В 2020 году она начала сниматься в сериале «9-1-1: Одинокая звезда». 1 июня 2020 года Тайлер вместе со своими коллегами по «Властелину колец» Шоном Астином, Шоном Бином, Орландо Блумом, Билли Бойдом, Иэном Маккелленом, Домиником Монаханом, Вигго Мортенсеном, Мирандой Отто, Джоном Рис-Дэвисом, Энди Серкисом, Карлом Урбаном и Элайджей Вудом, а также сценаристом Филиппой Бойенс и режиссёром Питером Джексоном присоединилась к сериалу Джоша Гэда «Reunited Apart», который объединяет актёров популярных фильмов посредством видеоконференций и способствует пожертвованиям некоммерческим благотворительным организациям.

## Личная жизнь
С 1995 по 1998 год Тайлер встречалась с актёром Хоакином Фениксом, партнёром по фильму «Выдуманная жизнь Эбботов».
В 1998 году она начала встречаться с музыкантом Ройстоном Лэнгдоном, басистом рок-группы Spacehog. Они обручились в феврале 2001 года и поженились в Барбадосе 25 марта 2003 года. Их сын, Майло Уильям Лэнгдон, родился 14 декабря 2004 года. В мае 2008 года Тайлер и Лэнгдон объявили о расставании. Бракоразводный процесс был завершён в октябре 2009 года.
С весны 2014 года Тайлер состоит в отношениях с британским спортивным агентом Дейвом Гарднером. Они обручились в 2015 году. У пары есть двое детей — сын Сейлор Джин Гарднер (род. 11 февраля 2015) и дочь Лула Роуз Гарднер (род. 8 июля 2016).
Тайлер имеет квартиру в Гринвич-Виллидж, а с 2018 года живёт в Лондоне.

## Фильмография
| Год          |   | Русское название                    | Оригинальное название                             | Роль                    |
| ------------ | - | ----------------------------------- | ------------------------------------------------- | ----------------------- |
| 1994         | ф | Безмолвная схватка                  | Silent Fall                                       | Сильви Уорден           |
| 1995         | ф | Тяжёлый                             | Heavy                                             | Кэлли                   |
| 1995         | ф | Магазин «Империя»                   | Empire Records                                    | Кори Мэйсон             |
| 1996         | ф | Ускользающая красота                | Stealing Beauty                                   | Люси Хэрмон             |
| 1996         | ф | То, что ты делаешь                  | That Thing You Do!                                | Фэй Долан               |
| 1997         | ф | Выдуманная жизнь Эбботов            | Inventing the Abbotts                             | Памела Эбботт           |
| 1997         | ф | Поворот                             | U Turn                                            | девушка на автостанции  |
| 1998         | ф | Не могу дождаться                   | Can’t Hardly Wait                                 | голос, нет в титрах     |
| 1998         | ф | Армагеддон                          | Armageddon                                        | Грейс Стэмпер           |
| 1999         | ф | Планкетт и Маклейн                  | Plunkett & Macleane                               | леди Ребекка Гибсон     |
| 1999         | ф | Колесо фортуны                      | Cookie’s Fortune                                  | Эмма Дюваль             |
| 1999         | ф | Онегин                              | Onegin                                            | Татьяна Ларина          |
| 2000         | ф | Доктор «Т» и его женщины            | Dr. T & the Women                                 | Мэрилин                 |
| 2001         | ф | Ночь в баре Маккула                 | One Night at McCool’s                             | Джуэл Вэлэнтайн         |
| 2001         | ф | Властелин колец: Братство Кольца    | The Lord of the Rings: The Fellowship of the Ring | Арвен                   |
| 2002         | ф | Властелин колец: Две крепости       | The Lord of the Rings: The Two Towers             | Арвен                   |
| 2003         | ф | Властелин колец: Возвращение короля | The Lord of the Rings: The Return of the King     | Арвен                   |
| 2004         | ф | Девушка из Джерси                   | Jersey Girl                                       | Майя                    |
| 2005         | ф | Одинокий Джим                       | Lonesome Jim                                      | Аника                   |
| 2007         | ф | Опустевший город                    | Reign Over Me                                     | Анджела Оукхёрст        |
| 2008         | ф | Мамаша                              | Smother                                           | Клэр Купер              |
| 2008         | ф | Незнакомцы                          | The Strangers                                     | Кристен МакКей          |
| 2008         | ф | Невероятный Халк                    | The Incredible Hulk                               | Бетти Росс              |
| 2010         | ф | Супер                               | Super                                             | Сара Хелджеленд         |
| 2011         | ф | Цена страсти                        | The Ledge                                         | Шана Харрис             |
| 2012         | ф | Робот и Фрэнк                       | Robot & Frank                                     | Мэдисон                 |
| 2014         | ф | Джейми Маркс мёртв                  | Jamie Marks Is Dead                               | Линда Маккормик         |
| 2014         | ф | Космическая станция 76              | Space Station 76                                  | Джессика                |
| 2014—2017    | с | Оставленные                         | The Leftovers                                     | Мег Эбботт              |
| 2017         | с | Порох                               | Gunpowder                                         | Анна Вокс               |
| 2018         | ф | Сага о чудовище. Сумерки            | Wildling                                          | Эллен Купер             |
| 2018 — н. в. | с | Куртизанки                          | Harlots                                           | леди Изабелла Фицуильям |
| 2019         | ф | К звёздам                           | Ad Astra                                          | Ив Макбрайд             |
| 2020         | с | 9-1-1: Одинокая звезда              | 9-1-1: Lone Star                                  | Мишель Блейк            |
| 2025         | ф | Капитан Америка: Новый мир          | Captain America: Brave New World                  | Бетти Росс              |

## Награды и номинации
- MTV Movie Awards
  - 1999 Номинирована Лучший экранный дуэт — фильм «Армагеддон»
  - 1999 Номинирована Лучшая женская роль — фильм «Армагеддон»
- Золотая малина
  - 1999 Номинирована Худшая женская роль второго плана — фильм «Армагеддон»
- Гильдия киноактёров США
  - 2002 Номинирована Выдающееся исполнение ролей группой актёров — фильм «Властелин колец: Братство кольца»
- Scream
  - 2008 Лучшая актриса в фильме ужасов — фильм «Незнакомцы»